# Juan José Aranguren
Juan José Aranguren (Beccar, 31 de agosto de 1954) es un empresario e ingeniero químico argentino. Se desempeñó como presidente de la filial argentina de la petrolera Shell entre 2003 y 2015; y como ministro de Energía y Minería de la Nación entre 2015 y 2018, durante la presidencia de Mauricio Macri.

## Biografía
Nació el 31 de agosto de 1954. Estudió en el colegio Marín de San Isidro y es ingeniero químico  por la Universidad de Buenos Aires.

### Presidencia de Shell (2003-2015)
En 1977 es nombrado vicepresidente de la filial argentina de Shell, en 2003 fue designado en la presidencia de la empresa angloholandesa. En esta época Shell tuvo más de 800 clausuras por violar la normativa ambiental argentina.
En 2005, la empresa aumentó los valores de la nafta y el gasoil entre el 2,6% y el 4,2%. Como consecuencia, el presidente Néstor Kirchner llamó a un boicot por «aplicar aumentos abusivos», medida a la cual se sumaron diferentes organizaciones sociales. Este llamado provocó que las ventas de la empresa cayeran alrededor de un 60%. En el mes de abril, Shell revisó sus tarifas y redujo los precios.
En 2006 la Corte Suprema convocó al gobierno nacional, junto al de la provincia de Buenos Aires y el de la Ciudad Autónoma de Buenos Aires para sanear el Riachuelo, y ordenó a 44 grandes empresas, entre ellas Shell, instaladas en la zona a entregar estudios de impacto ambiental. La decisión se debió a la demanda de 140 habitantes del asentamiento conocido como «Villa Inflamable», en Dock Sud, ubicado frente la refinería de Shell, donde las napas subterráneas que abastecen al conurbano están contaminadas con metales pesados, como plomo puro. A raíz de este dictamen, en las inspecciones realizadas en la refinería de Shell en Dock Sud se detectaron seis incumplimientos ambientales y la Secretaría de Ambiente y Desarrollo Sustentable ordenó su clausura. En esta se encontró que la planta extraía sin permiso 18,4 millones de litros de agua que saca por hora, incumpliendo con el Código de Agua de la provincia de Buenos Aires; no tenía las habilitaciones y pruebas periódicas de unos 700 aparatos sometidos a presión; se detectaron pérdidas y derrames de sustancias tóxicas, especialmente de hidrocarburos; y había una deficiente gestión de residuos especiales y peligrosos.En 2021 una auditoría ordenada por la justicia rebeló que entre los años 2005 y 2015 en varias de sus refinerías era habitual el uso de productos cancerígenos como el asbesto en las cañerías ya varios trabajadores presentaban benceno y tolueno en sangre, que también son sustancias altamente cancerígenas.
Entre 2006 y 2007 Shell fue sancionada con cincuenta multas por «insuficiente provisión de gasoil al mercado». En 2007. Asimismo, la Secretaría de Comercio Interior denunció a la empresa y a su presidente, Aranguren, en particular por «desabastecimiento». En 2011, un juez dictó la falta de mérito 
En 2016 la prensa informó que  Aranguren tiene 16 millones en acciones de Shell, sin embargo el ministro afirmó que ello es compatible con la función pública al tomar medidas vinculadas a esa empresa, a mediados de ese año fue denunciado por usar información privilegiada para favorecer a Shell de la que es accionista. Aranguren había dejado de importar gas desde Bolivia para optar por Chile a un precio superior, con miras a beneficiar a Shell, el gas importado desde Chile era origen noruego y fue transportado desde el sur de Francia como Gas Natural Licuado en barcos de Shell. Tras la decisión de Aranguren el valor de las acciones de la Royal Dutch Shell ha subido dd 16,67 euros la acción hasta 22,88 euros la acción el día 10 de junio. Los contratos fueron realizados por Aranguren sin licitación de forma directa abonando el gas 128% más caro que del que se pagaba a Bolivia, con el contrato contenía cláusulas secretas, y establecía además que Enarsa deberá pagar la totalidad de la compra por anticipado, determina que cualquier controversia será resuelta por la legislación de Nueva York, al contrato se aplicará la ley del estado de Nueva York y obliga a las partes a mantener el acuerdo bajo “estricta reserva y confidencialidad”. Al mismo tiempo el gas era 53% más caro que el GNL que llega por barcos desde Bahía blanca.

### Ministro de Energía (2015-2018)
El 10 de diciembre de 2015 fue designado por Mauricio Macri como ministro de Energía.
En 2017 Juan José Aranguren, fue imputado junto al subsecretario de Energía Hidroeléctrica, Jorge Marcolini, y la titular de la Oficina Anticorrupción Laura Alonso por delitos de abuso de autoridad, negociaciones incompatibles con la función pública y violación de deberes de funcionario público ya que habrían frenado la construcción de las represas Jorge Cepernic y Néstor Kirchner, en Santa Cruz obligando a nuevos estudios de impacto ambiental encargados a una empresa propiedad de Marcolini.
En 2018, se filtró que era director de al menos dos empresas radicadas en una jurisdicción secreta, Shell Western Supply and Trading Limited, en Barbados, y Sol Antilles y Guianas Limited. La primera sociedad offshore fue beneficiada por el ministerio de energía en 2016 con compras de cargamentos de gasoil por CAMESSA mientras Aranguren dirigía dicho ministerio. ministerio este buscó el beneficio a empresarios allegados al presidente y al grupo Cambiemos, siendo una de las principales beneficiadas Pampa Energía, de Marcelo Mindlin, empresario cercano a Mauricio Macri pasó de estar en el puesto 103 en el ranking de las empresas que más facturaran en Argentina, en el 2015, al puesto 10 según la revista Forbes, en octubre de 2017. Mindlin también es dueño de Iecsa, una de las empresas que formó parte del grupo Macri, y de Petrobras Argentina. En 2016, la estatal YPF bajo la orbita de Aranguren otorgó un préstamo extraordinario a Pampa Energía, firma rival de YPF propiedad de Midlin unos 140 millones de dólares para financiar la compra de la filial local de la petrolera brasileña Petrobras Mindlin obtuvo un préstamo preferencial de 140 millones de dólares de la YPF con mayoría estatal, pese a que YPF era una sociedad dedicada al petróleo y no a los préstamos el crédito fue al 5% anual, semanas después Midlin sería señalado como uno de los principales empresarios ligados al macrismo, durante el paso del gobierno de Cambiemos adquirió entre otras Edenor y Emdersa, las distribuidoras regionales Edelar (La Rioja), Edesa (Salta), Edesal (San Luis) la Transportadora Gas del Sur (TGS), Petrolera Pampa y Loma la Lata, etc.
En 2020 tanto el presidente Mauricio Macri y sus dos exministros de Energía y varios funcionarios de Cambiemos fueron imputados por la Justicia federal por el intento de privatizar dos centrales termoeléctricas, cuyas obras fueron otorgadas Nicolás Caputo señalado como testaferro y financista de Macri. Durante su gestión se denunció que direccionó contratos para favorecer a empresas vinculadas al macrismo, entre ellas el grupo Neuss al que favoreció en negocio de la energía. El grupo Neuss incursionó en el sector con la adquisición de Edersa, la distribuidora de energía eléctrica de Río Negro, el proceso fue denunciado por múltiples irregularidades. Cuando asumió el gobierno Cambiemos, Edersa del grupo Neuss compró el 30% de sus acciones de Edersa con tan sólo 120.000 pesos, en pocas semanas se convirtieron en  adjudicatarios en rondas del gobierno de Mauricio Macri, investigadas por corrupción y que le generan altísimos costos al Estado. A pesar de haberse constituido semanas antes como empresa y no tener historial en la actividad ganaron dos proyectos pero presentados por cuatro marcas: Parque Solar Villa de María de Río Seco SA, Parque Solar VMRS Mater SA, Parque Solar Cura Brochero SAU y Parque Solar CB Mater SA. Meses después el Grupo Neuss se quedó con el paquete accionario, de la empresa Gas Natural Camuzzi y de fondos de inversión del exjefe de Gabinete de Fernando de la Rúa Chrystian Colombo. Edersa acumuló una deuda con Cammesa por la compra de energía que igualó, medido en dólares lo que se pagó hace 25 años por su privatización: 10.000 millones de pesos. Sin embargo, eso no impidió que los accionistas de la compañía, direccionaran fondos de la concesionaria hacia otras firmas de conglomerado empresario, mediante contrataciones, adquisiciones y hasta préstamos.
A mediados de ese año se produjeron reclamos trabajadores petroleros y sus familias debido a la crítica situación que atraviesa el sector petrolero ante la falta de respuestas del gobierno nacional y ante la ola de despidos en dicho sector r. Para 2017 la desocupación producto de la crisis nacional y petrolera dejó Miles de despidos. Durante su gestión se produjo una crisis petrolera que  trajo la reducción de los ingresos procedentes de las regalías petroleras en el sur argentino.
Durante su gestión se denunció su vinculación al grupo Neuss uno de los principales financistas de la campaña de Mauricio Macri al que favoreció en negocio de la energía. El grupo Neuss incursionó en el sector con la adquisición de Edersa, la distribuidora de energía eléctrica de Río Negro, el proceso fue denunciado por múltiples irregularidades. Cuando asumió el gobierno Cambiemos, Edersa del grupo Neuss compró el 30% de sus acciones de Edersa con tan sólo 120.000 pesos, según el balance 2020. Los Neuss se metieron en renovables resultando en pocas semanas adjudicatarios en las polémicas rondas del gobierno de Mauricio Macri, investigadas por corrupción y que le generan altísimos costos al Estado. A pesar de haberse constituido semanas antes como empresa y no tener historial en la actividad ganaron dos proyectos pero presentados por cuatro marcas: Parque Solar Villa de María de Río Seco SA, Parque Solar VMRS Mater SA, Parque Solar Cura Brochero SAU y Parque Solar CB Mater SA. Meses después el Grupo Neuss se quedó con el paquete accionario, de la empresa Gas Natural Camuzzi y de fondos de inversión del exjefe de Gabinete de Fernando de la Rúa Chrystian Colombo. Edersa acumuló una deuda con Cammesa por la compra de energía que igualó, medido en dólares lo que se pagó hace 25 años por su privatización: 10.000 millones de pesos. Sin embargo, eso no impidió que los accionistas de la compañía, direccionaran fondos de la concesionaria hacia otras firmas de conglomerado empresario, mediante contrataciones, adquisiciones y hasta préstamos.
En 2019 el Ente Nacional Regulador del Gas difundió un informe oficial en el que se constató que casi tres millones de hogares cayeron en la pobreza  energética durante el periodo comprendido entre 2015 y 2019 durante la gestión de Cambiemos dicho índice de pobreza energética aumentó un 220%. sólo en 2016 tras los tarifazos se observó un incremento de la pobreza energética del 103% en relación con el año anterior con un total de 2.710.000 hogares que cayeron en la pobreza en materia de energía.Durante el  siguiente año, la cantidad de hogares pobres energéticamente creció otra vez y alcanzó a 2.849.000, un 104%. El informe oficial indicó que el aumento de la pobreza energética se debió entre otras variables a la política económica con un claro sesgo regresivo en la distribución del ingreso y las modificaciones discrecionales en las tarifas.

#### Tarifazo de servicios y combustibles

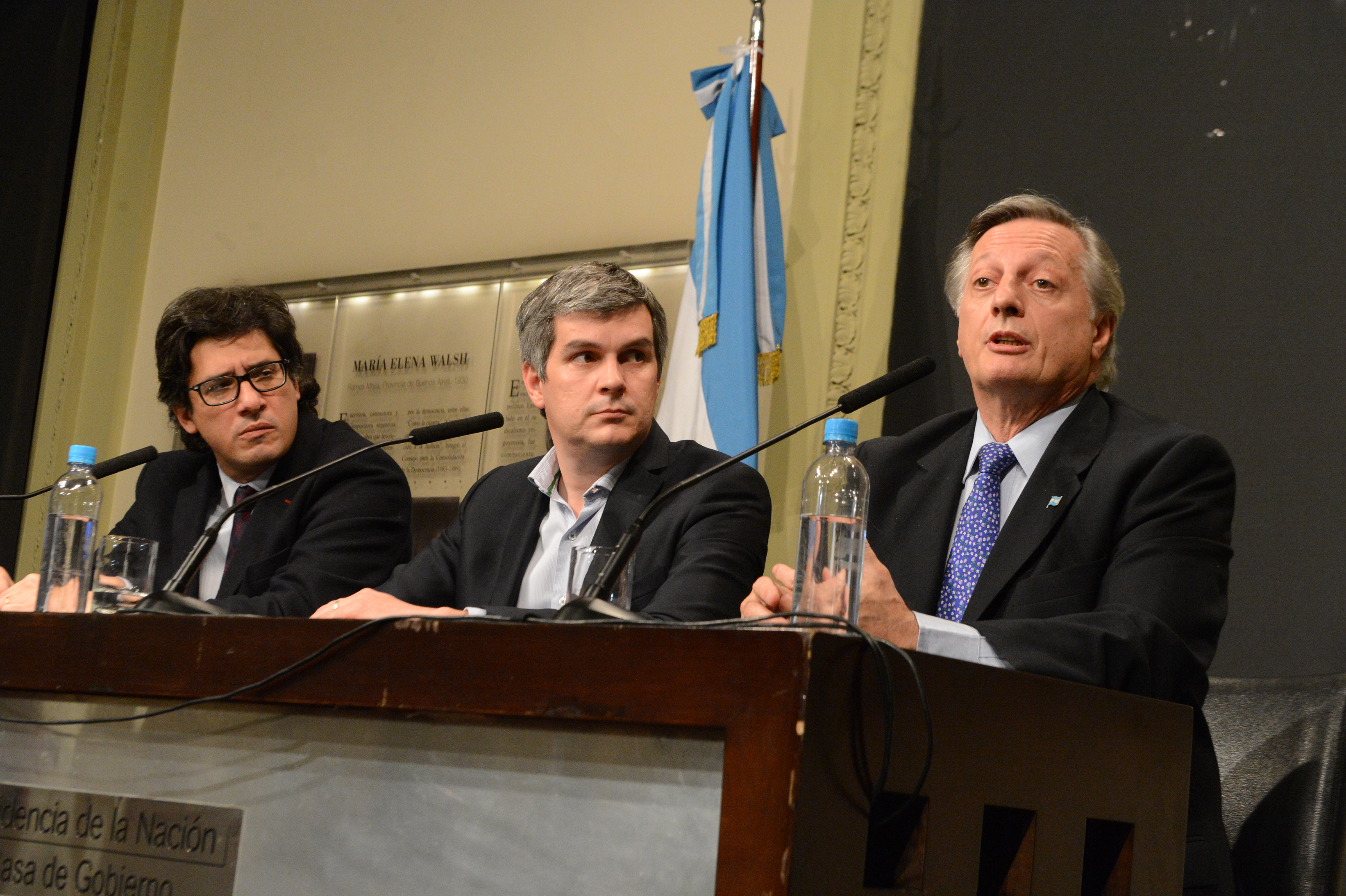
Conferencia de prensa del Jefe de Gabinete, Marcos Peña, junto a Aranguren y al ministro de Justicia, Germán Garavano.

Durante los primeros meses de su gestión impulsó un fuerte aumento en los precios de los combustibles, naftas y GNC, convirtiendo a la Argentina en el segundo país con las naftas más caras de Latinoamérica después de Uruguay, lo que provocó, entre otras consecuencias, que miles de argentinos hicieron filas de más de 10 km en zonas fronterizas a Paraguay y Brasil para comprar nafta más barata. Paralelamente, Argentina pasó a estar segunda en el ranking de países de la región con naftas más caras; en dos años y medio de gestión, la capacidad de compra de naftas se desplomó tanto para salarios mínimos, como para sueldos medios y jubilados; mientras que la producción de petróleo pese a los tarifazos se desplomó de 2.575.000 millones de m³ de petróleo anuales a 2.476.000 en 2016 y 2.318.000 en 2017, segundo año de gestión de Aranguren. A partir de diciembre de 2015, en el inicio de su presidencia Mauricio Macri estableció un nuevo régimen tarifario, que modificó radicalmente el costo del servicio eléctrico para la población. En ese sentido, el gobierno consideró que el costo medio anual del MWh, era de 71 dólares en 2016. El costo así determinado por el gobierno argentino, triplicaba en dólares el precio mayorista de todos los países europeos para la misma época, con valores mínimos de entre 20-30 dólares y valores máximos entre 45-55 dólares.
El 14 de julio de 2016 se produjo un aumento en las tarifa del gas, combustibles y energía eléctrica con aumentos tarifarios del 3000 al 4500 %. Entre diciembre de 2015 y 2019, durante el mandato de Mauricio Macri las tarifas de electricidad en Argentina subieron alrededor del 5.000%. En paralelo al tarifazo entre 2016 y 2019, durante gobierno de Mauricio Macri, se firmaron contratos de generación de energía en dólares que fueron la causa de los tarifazos. Varios fueron  con empresas con vínculos con el macrismo como Central Puerto de la familia Caputo, la otra  Pampa Energía de Marcelo Midlin testaferro del presidente que se constituyeron como las más grandes empresas del sector energético a través de estructuras locales que tienen terminales en off shore en otros países. El 70% de la electricidad de Argentina es producto de contratos que se firmaron entre 2016 y 2019. Las tasas de rentabilidad para fichas empresas privadas ligadas al gobierno que se firmaron durante el macrismo son del 85% y 95%, casi una ganancia 100% en dólares anual perjudicando a los consumidores. Investigadores, organizaciones de consumidores, diversos especialistas, el Ente Regulador y los gobiernos de los territorios en los que actúan, han cuestionado a las empresas eléctricas privatizadas por destinar a la inversión fondos insuficientes para alcanzar los estándares comprometidos en las concesiones.
En enero de 2016 anunció fuertes aumentos en las tarifas de electricidad y gas, los cargos fijos de la boleta tendrán subas de hasta 378%, los cargos variables con subas de entre 143% y 900% y hasta de 950%. En cuanto al gas en el interior del país el aumento de tarifas llegó a más del 2000% y 1600% en caso de consumos industriales. Esta medida fue calificada como injusta y en contra del mercado y «excusa demagógica» por Alejandro Tagliavini, miembro del Consejo Asesor del Center on Global Prosperity. En octubre de 2015, durante la campaña presidencial de Macri, Aranguen había prometido que los hogares pobres no pagarían por la electricidad. A consecuencia de los fuertes aumentos de tarifas la venta de energía cayó desde 2016, resultando la cantidad vendida en 2018 menor a la cantidad vendida cinco años antes. En 2018 fue de 25.906 GWh, lo cual representa una caída en las ventas del 5,4% respecto al 2015. Una de las razones que explican la caída en la demanda de Edenor entre 2016 y 2018 fue el aumento del precio de la electricidad durante la presidencia de Mauricio Macri (2015-2019) y la recesión económica en la que cayó la Argentina en 2017 a consecuencia de las políticas económicas.
A pesar de esgrimir como argumento que los fuertes aumentos tarifarios mejorarían el servicio, el promedio de cortes de energía entre Edenor y Edesur aumentó en 2018 un 59%, respecto de los cortes al inicio de la gestión en diciembre de 2015. A su vez, las inversiones de las cuatro principales empresas eléctricas cayeron fuertemente respectos a las realizadas durante el kirchnerismo. Mientras la inversión realizada en conjunto por las cuatro empresas en 2015 fue de 598 millones de dólares, en 2017 la inversión total cayó a 489 millones y continuó en descenso en 2018.
Durante su paso por el ministerio la producción de petróleo cerró el año 2017 cayendo un 6,3%, la mayor caída desde 1999 y los niveles más bajos de producción desde 1992. Respecto de 2015, una retracción acumulada del 10%. Todas las provincias productoras extrajeron en 2017 menos petróleo que en 2015. Por ejemplo, la más importante de ellas, Chubut, se desplomó un -12%. La producción de gas cerró el año 2016 con un crecimiento de 4,9% y en 2017 cayó un 1%. Por su parte, las importaciones de petróleo de 2016 y 2017 (sumadas) son un 44% superiores a las de 2008 y 2015. Disminuyó el subsidio a las tarifas de electricidad. estableció una política de aumento de las tarifas de servicios públicos de electricidad, dolarizando el costo de la energía.

Finalmente, dejó su cargo el día 16 de junio de 2018 tras un cambio de gabinete, sucediéndolo en el puesto Javier Iguacel. Tras su salida criticaría varios aspectos de las políticas energéticas del macrismo, considerando las erráticas.
En 2017, se acusó al ministro de beneficiar distribuidoras Gas del Centro y Gas Cuyana de beneficiarse de las políticas energéticas propiedad del empresario macrista Nicolás Caputo, socio de Mauricio Macri y financista de su campaña electoral.

## Causas penales

#### Ley del Gas
En julio de 2021 el fiscal federal Guillermo Marijuan imputó a Juan José Aranguren y a otros cinco funcionarios del Enargas por dolarizar las tarifas de gas lo cual provocó un perjuicio al Estado y los usuarios de 561 millones de dólares. en 2024, la justicia archivó la causa.
En 2016 el senador argentino Fernando 'Pino' Solanas pidió que se investigue al presidente argentino Mauricio Macri y a Aranguren por el presunto delito de recibir dádivas por parte del multimillonario británico. En idéntico sentido se expresó el legislador Martín Doñate que pidió a la Oficina Anticorrupción que investigue si Macri incurrió en el delito de dádivas, anunció el legislador provincial. También se reclamó a la Oficina Anticorrupción que se investigue a fondo los vínculos que unen a Mauricio Macri con  magnate británico Joe Lewis accionista de Edenor. Como recompensa de su estadía, días después Macri nombró vía decreto a la vocera de Lewis directora de la Radio Nacional, a pesar de no tener idoneidad para dicho cargo. Doñate pidió que se inicie una investigación contra el presidente por “dádivas” y por la participación de Lewis en el financiamiento de la campaña de Macri. Poco después Macri firmó convenios para las obras eléctricas para la central en Río Escondido propiedad de Lewis. La electricidad tendrá precios extraordinarios, muy superiores hasta 500 mayores a los de mercado.

#### Beneficios a Shell
Como ministro de Energía fue cuestionado al conocerse que una empresa controlada por esa cartera otorgó siete licitaciones de un total de ocho a la empresa Shell, de la cual fue CEO y aún continúa siendo accionista por más de 14 millones de pesos.
Fue denunciado ante la Oficina Anticorrupción donde se solicitó que se "abra una investigación acerca de la declaración jurada" que presentó el ministro de Energía y Minería, y "la incompatibilidad para ejercer el cargo" ya que Aranguren tenía acciones en Shell al mismo tiempo que ejercía como Ministro, lo que implicaría incompatibilidad para ejercer el cargo según los términos de los artículos 13 y 15 de la Ley 25188. Fue acusado de "aprovecharse del cargo" para tomar medidas que "beneficien a la empresa de la que es accionista, como asimismo, obtener información secreta y confidencial de su competidora YPF". Un legislador denunció la vulneración de la ley de ética en cuanto a la prohibición de ejercer las funciones cuando existe una relación familiar con empresas que debe regular. Días después impulso una licitación que tuvo como ganadora a Shell, empresa de la que es socio, levantando fuertes sospechas en diversos medios. Aranguren consideró que no habría existido ningún conflicto de interés, pero aun así vendió sus acciones de Shell, a pedido de la titular de la Oficina Anticorrupción, Laura Alonso. Sin embargo, tal como recordaría al año siguiente la diputada Graciela Camaño, para estos casos la ley prohíbe ser proveedor o funcionario de una empresa proveedora del Estado en los tres años previos y hasta tres años después del ejercicio de su función pública.
Como ministro firmó acuerdos para importar gas de Chile por 5,5 millones de metros cúbicos diarios de gas a Argentina, gas que a su vez Chile importa del Sudeste Asiático. Aranguren convalidó un contrato por compra de gas a Chile con un precio que resulta un 53 por ciento más caro que el gas natural licuado que llega por barcos y un 128 por ciento más elevado que lo abonado por las importaciones provenientes de Bolivia. Aranguren explicó su motivo para realizar esa compra, diciendo que Bolivia no tenía más gas para exportar. Por este motivo, fue imputado al haber realizado compras directas desde el Estado con pagos de más de un 50% de sobreprecio y por haber beneficiado a la petrolera Shell. También le adjudicó a la petrolera Shell siete de las ocho licitaciones que se pusieron en juego para la importación de gasoil por barcos al país.
La causa judicial llevó a la imputación de la titular de la Oficina Anticorrupción Laura Alonso por encubrimiento. En 2019 el juez federal de la causa trabo embargos por 1.200.000 de pesos a Aranguren y 1.000.000 de pesos a Alonso. En 2020, la justicia revocó el procesamiento de Aranguren y Alonso.
El ministro  de energía designado por Mauricio Macri, Juan José Aranguren, firmó acuerdos para importar gas de Chile por 5,5 millones de metros cúbicos diarios de gas a Argentina, gas que a su vez Chile importa del Sudeste Asiático. Aranguren convalidó un contrato por compra de gas a Chile con un precio que resulta un 53 por ciento más caro que el gas natural licuado que llega por barcos y un 128 por ciento más elevado que lo abonado por las importaciones provenientes directamente de Bolivia. Por este motivo, fue imputado al haber realizado compras directas desde el Estado con pagos de más de un 50% de sobreprecio y por haber beneficiado a la petrolera Shell, en la cual posee 14 millones en acciones.
En 2016 el senador argentino Fernando 'Pino' Solanas pidió una comisión bicameral se investigue al presidente argentino Mauricio Macri por el presunto delito de recibir dádivas por parte del multimillonario británico Joe Lewis quien compró parte de Edenor tras la asunción de Macri, Lewis era aportante de la campaña de Macri. En idéntico sentido se expresó el legislador Martín Doñate que pidió a la Oficina Anticorrupción que investigue si Macri incurrió en el delito de dádivas, anunció el legislador provincial. También se reclamó a la Oficina Anticorrupción que se investigue a fondo los vínculos que unen a Mauricio Macri con  magnate británico Joe Lewis accionista de Edenor. Como recompensa de su estadía, días después Macri nombró vía decreto a la vocera de Lewis directora de la Radio Nacional, a pesar de no tener idoneidad para dicho cargo. Doñate pidió que se inicie una investigación contra el presidente por “dádivas” y por la participación de Lewis en el financiamiento de la campaña de Macri Poco después Macri firmó convenios para las obras eléctricas para la central en Río Escondido propiedad de Lewis. La electricidad tendrá precios extraordinarios, muy superiores hasta 500 mayores a los de mercado.

### Causas penales finalizadas

#### Golpe contra el peso
Aranguren fue imputado en 2014, por llevar adelante negociaciones fingidas tendientes a depreciar la moneda nacional. El 23 de enero de 2014, Aranguren, en calidad de director operativo de Shell, compró 4,5 millones dólares en el mercado oficial de cambios, pagando por la operación un precio muy superior al vigente, lo que ocasionó un grave pánico y una corrida bancaria, que se tradujo en una inmediata devaluación del casi 20% en perjuicio del peso. Aranguren fue imputado penalmente por el delito de negociaciones fingidas tendientes a devaluar la moneda nacional y finalmente, en 2016 fue sobreseído por la justicia.

### Causas penales en curso
En junio de 2016  sumó una denuncia  en los tribunales federales de Comodoro Py, por comisión del delito de desobediencia a la justicia. Según la denuncia, incurrió en el delito de "resistencia y desobediencia a funcionario público".

#### Ventas de centrales y usinas
En 2019 fue imputado penalmente junto al expresidente Mauricio Macri, y Javier Iguacel  por venta de centrales públicas de energía y de las usinas de Ensenada de Barragán y Brigadier López  a precio vil. La investigación sobre los funcionarios surgió a raíz de la maniobra para intentar privatizar vía decreto centrales estatales. La central Ensenada de Barragán se intento privatizar a la empresa Central Puerto, empresa propiedad de Nicky Caputo, amigo del presidente Macri y financista de la campaña. En Brigadier López, preclasificó solamente Central Puerto. Caputo es íntimo amigo de Macri y fueron socios de varios negociados. La central de Ensenada de Barragán fue tasada por el Estado en 305,9 millones de dólares y privatizada por  229 millones de dólares, Brigadier López fue valuada en 207 millones de dólares y privatizada por 155 millones de dólares.
En 2020 tanto el presidente Mauricio Macri y sus dos exministros de Energía y varios funcionarios de Cambiemos fueron imputados por la Justicia federal por el intento de privatizar dos centrales termoeléctricas. En 2018 el Gobierno licitó las centrales por menos del valor de mercado y por la mitad de la valuación fiscal que la Auditoria General de la Nación fijó en 2012 y debajo doble que la ganancia obtenida por cada central en un solo año. En el medio, Iecsa del grupo familiar Macri recibió una indemnización de 1600 millones de pesos por la ruptura del convenio para continuar la construcción que había licitado el mismo gobierno de Macri.
En mayo de 2020 fiscal Ramiro González imputó al expresidente Mauricio Macri, sus exfuncionarios en Energía Juan José Aranguren, Javier Iguacel y Gustavo Lopetegui, y al primo del presidente Mauricio Macri, Ángelo Calcaterra por la venta a precio vil de las centrales térmicas Brigadier López y Ensenada Barragán.
En 2016 sería denunciado en la causa por sobreprecios que involucraba al expresidente Mauricio Macri y su padre, el empresario Franco Macri, y a directivos algunas de las principales empresas del grupo, como Sideco Americana, por coimas y sobreprecios en la represa Yacireta.

## Distinciones y condecoraciones
: Premio Fundación Federalismo y Libertad